# Apamea syriaca
Apamea syriaca là một loài bướm đêm trong họ Noctuidae.